# Princess Tyra
Princess Tyra es una película nigeriano-ghanesa de drama de 2007 dirigida por Frank Rajah Arase. Está protagonizada por Jackie Aygemang, Van Vicker e Yvonne Nelson.

## Sinopsis
La Princesa Tyra y el príncipe Kay están comprometidos, pero sus formas de ver la vida no pueden ser más diferentes. En medio de una tensa relación aparece Maafia, una doncella que termina robándose el corazón del príncipe y embarazada de un hijo de este.

## Elenco
- Yvonne Nelson como Princesa Tyra
- Jackie Appiah como Maafia
- Van Vicker como Príncipe Kay
- Oge Okoye como Princesa Isabel
- Kalsoume Sinare como theo Agnes

## Recepción
Nollywood Reinvented le otorgó una calificación de 4 sobre 5 y concluyó que "Di lo que digas en contra de la película, sin embargo, no puedes negar que fue una historia interesante".
Recibió doce nominaciones y ganó dos premios en los Premios de la Academia de Cine de África 2008, incluidas las categorías Mejor Disfraz y Mejor Maquillaje.